# 平井達矢
平井 達矢為日本的男性配音員。主要進行日本成人遊戲的配音工作。

## 演出作品

### 遊戲
- Wiz ANNIVERSARY（リオル）
- Wiz ANNIVERSARY FUNTA! feat.RURU（Riol（Estarriol ARK Lennucebellun））
- Cross Days（伊藤誠）
- 越过群青的天空（藤川達也、士官）
- School Days（伊藤誠）
- Summer Days（伊藤誠）
- （清川幾人）
- Bullet Butlers（Rick Arrowsmith）
- Period（大城重久）
- Period -SWEET DROPS-（大城重久）
- 星空的回憶 -Wish upon a shooting star-（飛鳥未来）

### BL遊戲
- 鬼畜眼鏡（佐伯克哉）
- 鬼畜眼鏡R（佐伯克哉）
- 戀人遊戲（廣瀬諒）
- 櫻雪（久世芝）
- （蒼井悟）
- （神代遼）
- （津田圭一）
- オメルタ～沈黙の掟～（瑠夏．ベリーニ）

### 少女遊戲
- Lover's Collection（渡邊貴文）
- 蝶之毒華之鎖（野宮瑞人）

女王蜂的王房 （白鸥）

### CD

#### BLCD
- 鬼畜眼鏡-眼鏡版-（佐伯克哉）
- 鬼畜眼鏡-非眼鏡版-（佐伯克哉）
- 戀人遊戲廣播劇CD Vol.2 廣瀬諒×藍川裕太編 黃昏（廣瀬諒）
- （津田圭一）

#### 音樂CD
- Contrast／佐伯克哉 〜鬼畜眼鏡 角色歌曲CD〜（佐伯克哉）

### OVA
- 艶母（一彦）
- （霜田和則）